# Гарь (озеро)
Гарь, также Загарье — озеро на юго-западе Макушинской волости Опочецкого района Псковской области.
Площадь — 1,2 км² (116,0 га). Максимальная глубина — 4,0 м, средняя глубина — 2,5 м.
Близлежащими населёнными пунктами являются: деревни Гришино, Загарье, Власово — к юго-западу от озера.
Глухое. Относится к бассейну реки Исса, притока реки Великой.
Тип озера плотвично-окуневый. Массовые виды рыб: щука, плотва, окунь, густера, ерш, линь, карась, вьюн.
Для озера характерны илисто-торфяное дно, сплавины; бывают заморы; в прибрежье — болото.